# Barbara Howard
Barbara Howard (ur. 4 listopada 1956 w Chicago) – amerykańska aktorka. Występowała w filmach fabularnych, jak i produkcjach telewizyjnych, jednak zrezygnowała z aktorstwa. Najlepiej kojarzona z rolą Sary w czwartej części Piątku, trzynastego.
Obecnie pracuje jako psychoterapeutka.

## Wybrana filmografia
- 1984: Piątek, trzynastego IV: Ostatni rozdział (Friday the 13th: The Final Chapter) – Sara
- 1985–1986: Falcon Crest – Robin Agretti (27 odc.)
- 1993: Amityville Horror – Następne pokolenia (Amityville: A New Generation) – Janet Cutler
- 1995: Pomoc domowa (The Nanny) – doktor (1 odc.)
- 1997: Millennium – Karen Nesbitt
- 1998: Tropem Marlowe’a (Where’s Marlowe?) – Emma Huffington
- 2009: His Name Was Jason: 30 Years of Friday the 13th – Sara (materiały archiwalne)